# 후지와라씨
후지와라 씨(일본어: 藤原氏 후지와라시[*])는 일본의 역사에서 「후지와라(藤原)」를 우지(氏), 혼세(本姓)로 삼았던 신별 씨족(神別氏族)으로 약칭은 도 씨(일본어: 藤氏)이다.
시조인 가마타리(鎌足)는 원래 나카토미 우지(일본어: 中臣氏)였기에 후지와라 시조 또한 나카토미와 같은 아메노코야네노 미코토(일본어: 天児屋命)를 모시고 있다.

## 개요
일본 대표적인 우지(氏) 하나이며, 겐지(源氏)・헤이시(平氏)・타치바나(橘氏)와 함께 '겐페이도키쓰(源平藤橘)'로 불리며 그 가운데서도 필두에 꼽힌 명문가였다.
시조인 나카토미노 가마타리(中臣鎌足, 614년 ~ 669년)는 다이카 개신에서 활약한 공을 인정받아 덴지 천황에게서 처음으로 후지와라노 아손(藤原朝臣)이라는 가바네를 수여받았으며, 가마타리 아들인 후지와라노 후히토(藤原不比等) 이후 일본 역사에서 가장 영향력 있는 귀족 가문으로 특히 헤이안 시대(794년 ~ 1185년) 정치를 섭정 및 관백 지위를 통해 독점하였고, 근세에 이르기까지 대부분 구게(公家)가 있는 등 영향력을 행사하였다. 일본 각지에 지류가 있다.
나라 시대에 난케(南家)・홋케(北家)・시키케(式家)・교케(京家) 네 집안으로 나뉘었는데, 헤이안 시대에는 후지와라 홋케가 황실과 연척관계를 통해 셋칸정치(攝關政治)를 행하였다. 후지와라 씨 일족은 나라 시대부터 헤이안 시대까지 모두 혼세(本姓)인 '후지와라(藤原)'를 칭했지만, 가마쿠라 시대(鎌倉時代) 이후로는 후지와라 대신 '고노에(近衛)', '다카쓰카사(鷹司)', '구조(九條)', '니조(二條)', '이치조(一條)' 등 묘지(苗字)에 해당하는 가명(家名)만을 썼으며, 공식 문서를 제외하고 '후지와라'라는 이름은 쓰지 않았다.
헤이안 시대 말기에 후지와라 씨가 조정에서 차지하는 비율은 압도적이었다. 여기에 지방으로 낙향한 후예까지 합하면 일본에서는 천황가 및 그 계통을 이어받은 겐지·헤이시 등 다음으로 광대하게 퍼진 유서 깊은 가문이다.

## 출자
후지와라 우지의 선조라 알려진 나카토미노 가마타리(中臣鎌足)는 하급 귀족으로, 훗날 덴지 천황으로 즉위하게 되는 나카노오에 황자(中大兄皇子)와 함께 을사의 변에서 다이카 개신에 이르는 여러 개혁을 주도하였다. 그 뒤 668년에 죽음을 눈앞에 두고 덴지 천황으로부터 지금까지의 공적을 기리고자 후지와라노 아손(藤原朝臣)이라는 가바네를 하사받았다고 《일본서기》는 전하고 있다. '후지와라'라는 이름은 가마타리의 고향으로 훗날 후지와라쿄(藤原京)가 세워지게 되는 야마토국 다카이치군의 후지와라(지금의 가시하라시) 땅과 관련이 있다.
통설에 따르면 가마타리의 차남인 후히토(不比等)가 가바네를 이어받았고 이후 후히토의 후손들이 '후지와라노 아손'으로서 조정으로부터 인정받았다고 한다. 한편, 이 때 하사된 후지와라라는 가바네는 가마타리 한 사람만의 것이었고, 뒤에 다시 가마타리의 유족들에게 후지와라 아손이라는 가바네가 하사되었다는 설이 있다. 가마타리 사후 나카토미 씨를 이끌었던 고다이진(右大臣) 나카토미노 가네(中臣金)는 임신의 난 때 오토모노 황자의 편에 섰다가 패하고 처형당하게 되자, 난 자체와는 관련이 없었던 가마타리의 후손까지도 이 일로 말려들어 몰락할 위기에 처했던 것이다. 《일본서기》 덴무 천황 13년(684년)에 야쿠사노 가바네(八色-姓)가 제정되고 아손(朝臣)의 가바네를 수여받은 52개의 우지(氏) 가운데에서도 '후지와라'는 찾아볼 수 없는데, 가마타리의 적남(嫡男)이었던 후히토를 포함한 가마타리의 일족은 처음에는 '나카토미노 무라치(中臣連)'로 자칭하고 있었다고 한다(뒤에 아손으로 바뀜). 그리고 《일본서기》에 가마타리 사후 최초로 '후지와라'가 등장하는 덴무 천황 14년(685년) 9월 이전에, 가마타리의 유족에 대해서 재차 '후지와라노 아손'이라는 가바네가 하사됨으로써 그 범위가 정해지게 되었다는 것이다.
당시 후히토는 조정에 나아가기에는 아직 젊었으므로 후히토 외의 다른 이들에게도 후지와라노 아손이라는 가바네가 하사되었고, 가마타리의 일족이었던 나카토미노 오오시마(中臣大嶋)나 가마타리의 사위 나카토미노 오미마로(中臣意美麻呂)가 후히토가 성장할 때까지의 후견인 자격으로 잠정적인 '우지노가미(氏上)' 즉 씨족의 당주가 되었다가, 훗날 후히토가 성장하여 천황의 중신이자 외척으로서 조정에서 두각을 드러내게 되고, 후지와라 씨는 태정관(太政官), 나카토미 씨는 신기관(神祇官)을 맡는 체제를 이루게 되었으며, 몬무 천황 2년(698년) 8월에 가마타리의 적남인 후히토의 후손 이외에는 다시 '나카토미'라는 가바네만을 쓰게 되었다.
한편 나카토미노 오미마로는 나카토미라는 가바네로 복귀한 뒤 후히토의 추천으로 주나곤(中納言)이 되었고, 그의 일곱째 아들인 기요마로(淸麻呂)는 고다이진(右大臣)의 지위까지 올랐다. 때문에 이후로도 그의 자손은 나카토미 씨의 적류(嫡流)로서 '오나카토미노 아손(大中臣朝臣)'이라 불리게 된다. 헤이안 시대 이후 다른 나카토미 씨도 오오나카토미 씨를 칭하게 된 뒤에도 기요마로의 자손은 여전히 적류 대접을 받으며, 후지나미 가(藤波家)로서 당상(堂上)의 반열을 유지했다.

## 역사

### 아스카 시대
지토 천황(持統天皇) 말년에 젊은 나이로 출사한 후지와라노 후히토는 지토 천황의 양위로 697년 음력 8월 몬무 천황(文武天皇)으로 즉위하게 된 가루베 황자(軽皇子)에게 딸 후지와라노 미야코(藤原宮子)를 부인(夫人)으로 들여보내어 중앙 정계에 대두하였다. 이와 동시에 후지와라노 아손이라는 가바네는 후히토의 자손들에게만 한정되어 쓰이게 되었고, 후히토가 가마타리의 후사로서 인정받아 '후지와라 씨 = 후히토의 집안'이라는 공식이 성립하였다.
후지와라노 후히토는 시모쓰케누노 고마로(下毛野古麻呂) 등과 함께 다이호 율령(大寶律令)을 편찬하여 일본의 율령제도를 확립하는데 공헌하였고, 딸 미야코(宮子)는 훗날 쇼무 천황(聖武天皇)으로 즉위하게 될 오비토 황자(首皇子)을 낳았다. 또한 다른 딸인 고묘시(光明子)를 다시 황자의 후궁으로 들여 왕실과 연척 관계를 형성한다(이것은 일본에서 황가 출신만이 황후가 될 수 있다는 전례를 깬 최초의 사례이기도 했다).
덧붙여 후히토의 출생에 대해, 후지와라 씨의 씨사(氏寺)였던 고후쿠지(興福寺)의 창건 기록인 《고후쿠지연기(興福寺縁起)》나 후대의 《오오카가미(大鏡)》, 《공경보임(公卿補任)》, 《손피빈먀쿠(尊卑分脈)》에는 그가 덴지 천황의 사생아였음을 시사하는 듯한 기술도 보이고 있다.

### 나라 시대
후지와라노 후히토에게는 무치마로(武智麻呂), 후사사키(房前), 우마카이(宇合), 마로(麻呂)라는 4명 아들이 있었다. 이들 형제는 당시 덴무 천황의 손자 나가야 왕(長屋王) 등 황족이 중심이 된 일파와 대립하였는데, 이것은 덴표 원년(729년) 나가야 왕의 정변 때 나가야 왕 자해로 끝났다. 나가야 왕의 정변은 후지와라 4형제가 이복 여동생이자 천황의 비였던 고묘코를 황후로 세운 것에 반대하던 나가야 왕을 모함하여 죽음에 이르게 한 사건으로 해석하고 있다. 왕족 출신이 아닌 자로서 황후가 된 것은 후지와라노 고묘코가 최초였고, 그것은 후지와라 씨 지위를 높였을 뿐 아니라, 후지와라 씨를 외가로 하고 있던 쇼무 천황조차 오히려 긍정적으로 받아들였다.
이들 4형제는 차츰 무치마로의 후손인 난케(南家), 후사사키의 후손인 홋케(北家), 우마카이의 후손인 시키케(式家), 마로의 후손인 쿄케(京家)의 네 가문으로 분가하여 후지와라 4가를 이루게 된다. 덴표 3년(731년) 이들 형제 모두 관인들 투표를 통해 의정관 지위에 오르는데, 이는 당초 후지와라 씨가 추진했던 후궁 정책에 후히토 이래 율령 편찬 과정에서 쌓은 실적을 토대로 후지와라 씨가 일본의 관료 조직을 장악한 결과였다. 다만 이 과정에서 후지와라 쿄케가 가장 먼저 쇠미해졌다.
그러나 덴표 9년(737년), 일본을 휩쓴 천연두로 후지와라 4형제는 차례로 병사하였고, 이 틈을 타서 황족 출신의 다른 귀족인 다치바나 씨의 다치바나노 모로에(橘諸兄), 당나라 유학승인 겐보(玄昉), 견당사 기비노 마키비(吉備真備) 등이 후지와라 씨 독주를 막고자 했다. 이는 당시 고묘 황후의 신임을 얻고 있던 후지와라 난케의 후지와라노 나카마로(藤原仲麻呂), 무치마로의 아들 대두로 수그러들었다. 나카마로는 덴표호지(天平寶字) 원년(757년) 모로에의 아들인 다치바나노 나라마로(橘奈良麻呂)를 제거하고(다치바나노 나라마로의 난) 독재 권력을 행사했지만, 고켄 상황(孝謙上皇)의 총애를 얻은 승려 도쿄(道鏡)의 대두로 덴표호지 8년(764년) 반란을 일으켰다가 패하고 자신도 죽었다(후지와라노 나카마로의 난).
나카마로의 실각으로 후지와라 씨는 침체기에 빠졌다가 후지와라 시키케의 후지와라노 요시쓰구(藤原良繼)・모모카와(百川)나 홋케의 후지와라노 나가테(藤原永手)의 조력으로 다시 일어날 수 있었다. 이후 난케・홋케・시키케의 세 집안이 경쟁을 벌인 끝에 정쟁이나 일족의 반란 등의 사건을 겪은 난케・시키케가 헤이안 시대 전기에 쇠퇴하면서 홋케가 융성하게 되었고 후지와라 씨의 '본가(本家)'로 불리게 되었다.
다만 후지와라 씨의 적류(嫡流)에 대해서는 후히토의 맏아들인 무치마로의 후손인 난케를 적류로 보는 설과, 형 무치마로보다 일찍 출세했던 차남 후사사키의 후손인 홋케를 적류로 보는 설이 있는데, 후사사키가 생전에 겐메이 천황(元明天皇)이나 쇼무 천황의 신임을 얻으며 할아버지 가마타리가 얻었던 우치노오미(內臣)의 지위를 얻었기는 하지만, 당시의 관습으로는 고관의 '적남'은 아버지가 살아있는 와중에 고위직에 오르는 것을 기피하고 있었던 점을 감안하면 난케가 후지와라 씨의 적류였다고 보는 설이 타당하다고 할 수 있다.

### 헤이안 시대
헤이안 시대 중기 이후 번영을 누렸던 후지와라 홋케는 후지와라노 요시후사(藤原良房)가 세이와 천황(淸和天皇)의 외척이 되면서, 신하로서 일본 역사상 최초의 셋쇼(攝政)가 되면서 셋칸 정치(攝關政治)로 대표되는 후지와라 씨 번영의 토대가 마련되었다. 요시후사의 양자가 된 모토쓰네(基經)도 요제이 천황(陽成天皇)의 외척으로서 셋쇼와 함께 간파쿠(關白)를 맡았다. 황실과의 연척관계를 형성한 후지와라 씨는 다른 씨족들을 제거하고 권력을 증강해 나갔는데, 죠와(承和) 9년(842년)의 죠와의 변, 안나(安和) 2년(969년)의 안나의 변이 바로 그것이다. 이들 사건으로 후지와라 홋케는 다른 씨족들을 배척했고, 후지와라노 미치나가(藤原道長)・요리미치(賴通) 부자의 대에 셋칸정치는 최전성기를 맞이했다.
그러나 헤이안 시대 후기에 후지와라 씨와 연척 관계가 없던 상황(上皇)이 정국을 주도하는 인세이(院政)가 시작되고, 미나모토 씨와 다이라 씨, 두 무가(武家)가 수립한 정권으로 정국 주도권이 넘어가면서 후지와라 씨의 권력도 쇠퇴하고 말았다. 다만 그 뒤로 에도 시대(江戶時代) 말기까지 셋쇼・간파쿠의 자리는 거의 대부분 후지와라 홋케의 계통으로 한정되어 갔다. 후지와라 홋케 이외에 유일하게 간파쿠를 맡았던 것은 도요토미 히데요시의 조카인 도요토미 히데쓰구(豊臣秀次) 뿐이었고(히데요시는 후지와라노 히데요시藤原秀吉로서 임관하였었다) 고셋케(五攝家) 이외에는 셋쇼가 되지 못했다.

### 가마쿠라 시대 이후
가마쿠라 시대가 되면 후지와라 씨의 적류는 다카쓰카사(應司), 구조(九条), 니조(二条), 이치조(一条), 고노에(近衛) 다섯 가문으로 나뉘었고, 이 다섯 가문을 통틀어 고셋케(五攝家) 또는 셋칸케(摂関家)라고 부르게 되었다. 고셋케는 교대로 간파쿠, 셋쇼를 독식하며 교토의 구게 사회에서 일정한 영향력을 행사해 나갔지만, 메이지 시대까지 그들은 정치의 중추에서 밀려나 있었다.
고셋케 이외에 후지와라 씨의 지류(支流)나 서류(庶流)로는 산조가(三條家)・사이온지가(西園寺家)・한닌가(閑院家)・가잔인가(花山院家)・미코히다리가(御子左家)・시조가(四條家)・가주지류(勧修寺家)・히노가(日野家)・나카미카도가(中御門家) 등이 있었다. 또한 구게 외에도 홋케의 계통으로서 후지와라노 미치카네(藤原道兼)의 자손이었던 우쓰노미야씨(宇都宮氏)의 계통이나, 후지와라노 나가이에(藤原長家)의 자손이었던 나스 씨(那須氏) 계통, 후지와라노 후사사키의 아들 우오나(魚名)의 자손이었던 후지와라노 도시히토(藤原利仁), 후지와라노 히데사토(藤原秀郷) 등으로부터 많은 무가(武家)도 배출되었다.

## 같이 보기
- 나카토미 우지
- 가토씨